# Biopleograf

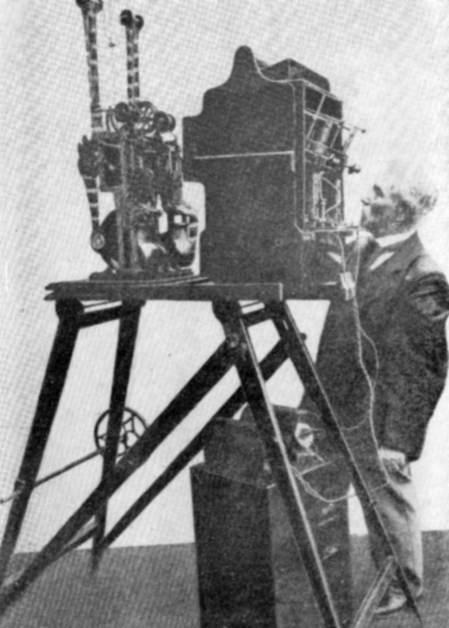
Demonstracja Biopleografu 23 czerwca 1899 roku w pracowni chemicznej Szkoły Technicznej Wawelberga i Rotwanda

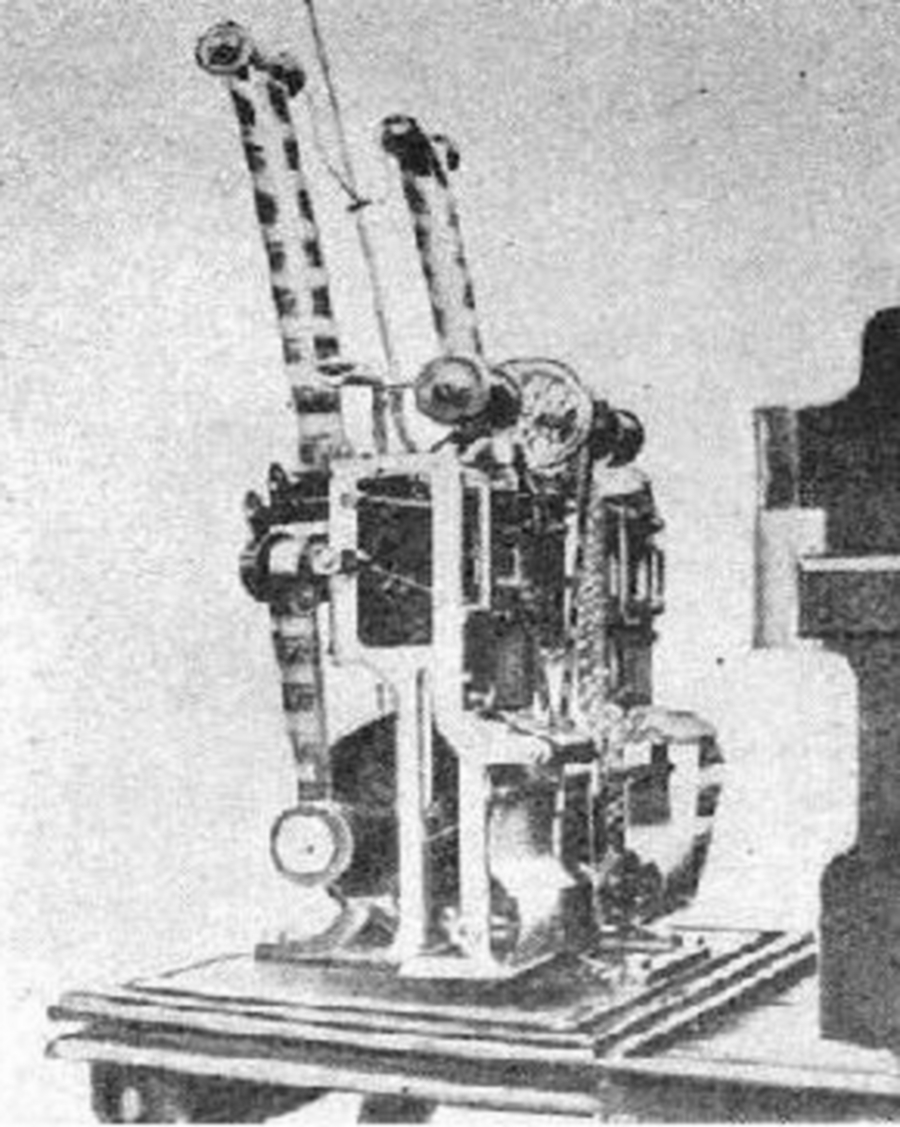
Głowica Biopleografu

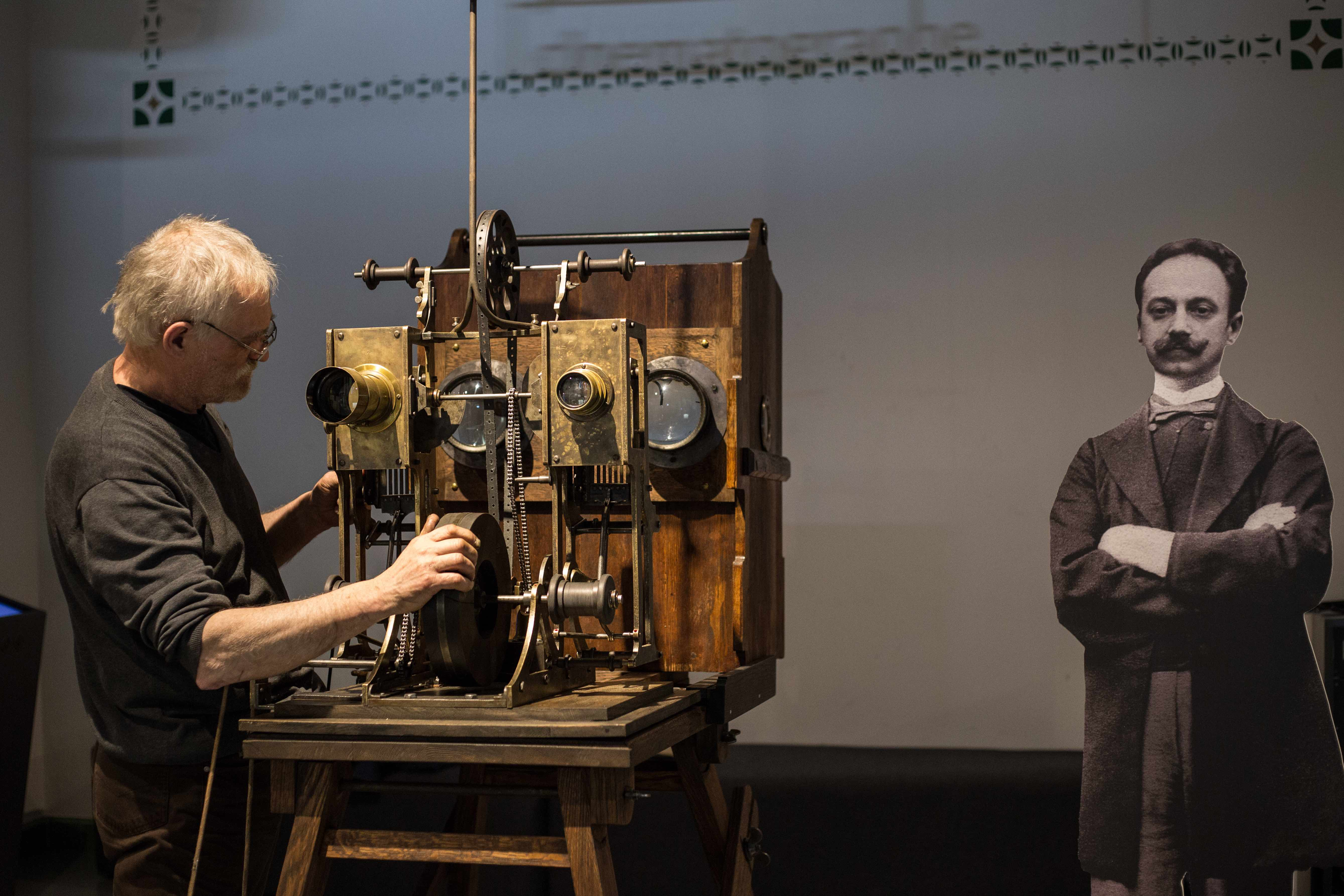
Rekonstruktor biopleografu Janusz Król

Biopleograf – aparat kinematograficzny skonstruowany w 1898 roku przez polskiego wynalazcę Kazimierza Prószyńskiego. Urządzenie było projektorem – służyło jedynie emisji, w przeciwieństwie do wcześniejszego wynalazku konstruktora – pleografu, łączącego funkcje rejestracji oraz odtwarzania nagranego materiału.

## Nazwa
Nazwa urządzenia biopleograf jest połączeniem trzech greckich słów: bíos – „życie”, pléon „więcej” oraz gráphō „piszę”. W języku angielskim oraz francuskim aparat nosił nazwę „biopleograph”. Prawdopodobnie nazwę tę Prószyński wybrał, aby pokazać, że jest to urządzenie ukazujące zapis ruchu – życia.

## Historia
Biopleograf został skonstruowany przez Kazimierza Prószyńskiego w 1898 roku w Warszawie. Aparat stanowił udoskonalenie oraz rozwinięcie wynalezionego w 1894 roku pierwszego aparatu wynalazcy – pleografu. W urządzeniu tym postanowił on rozdzielić funkcje zapisu oraz odtwarzania koncentrując się tylko na poprawie jakości projekcji. Pleograf był dalej rozwijany jako kamera, a biopleograf stanowił próbę stworzenia projektora filmowego dającego możliwie najdoskonalszą jakość obrazu. Konstrukcja ta była wynikiem prac wynalazcy nad rozwiązaniem poważnego problemu jaki pojawił się podczas projekcji pierwszych filmów na wczesnych urządzeniach emisyjnych. Pod koniec XIX wieku projektory filmowe były jeszcze dalekie od doskonałości i podczas emisji dawały niedoskonały, drgający obraz z migotaniem światła, tzw. przerwami świetlnymi. Męczyły one wzrok i były przyczyną dolegliwości zdrowotnych widzów, przypominających objawy choroby lokomocyjnej, jak zawroty głowy, mdłości, a także łzawienie oczu. Powodowało to z kolei ograniczenia czasowe w emisji. Niemożność prezentowania filmów o dłuższym metrażu stanowiło wówczas poważną barierę techniczną hamującą rozwój kinematografii.
Pierwsza prezentacja urządzenia odbyła się w 1898 roku dla zarządu Muzeum Przemysłu i Rolnictwa w Warszawie oraz redakcji miesięcznika popularnonaukowego „Wszechświat". Aparat nie usatysfakcjonował jednak konstruktora, który dokonał w nim szeregu przeróbek. Pierwsze zdjęcia próbne nakręcone zostały w styczniu 1899 roku w zakładzie fotograficznym Golcza i Szalaya w Warszawie. Po ulepszeniach konstrukcji latem 1899 roku ponownie odbyła się kolejna seria pokazowa w Muzeum Przemysłu oraz innych warszawskich instytucjach jak siedziba Stowarzyszenia Techników w Warszawie oraz pracownia chemiczna Szkoły Technicznej Wawelberga i Rotwanda. Podczas tych prezentacji Prószyński wygłaszał wkład poświęcony zagadnieniom kinematograficznym oraz demonstrował działanie wynalazku puszczając zebranym filmy, które samodzielnie nakręcił pleografem. Były to na ogół krótkometrażowe dokumenty ukazujące życie codzienne w Warszawie. Dzięki tym pokazom Kazimierz Prószyński zainicjował polskie kino. Jeden z uczestników pokazów nowego wynalazku konstruktora oraz korespondent prasowy donosił w 1898 roku na łamach "Kuriera Warszawskiego":

Aparat Prószyńskiego różni się od wynalazku Edisona i mniej lub więcej udanych naśladowców (...) że obrazy wcale nie migotają nawet przy powolnych zmianach. Migotanie przy dotychczasowych aparatach razi oczy i psuje wrażenie. Poza tą główną cechą aparat ma zaletę, że nie sprawia hałasu i pozwala zmieniać obrazy z szybkością przeszło dwa razy większą niż aparat Edisona.

## Budowa urządzenia
Od początku biopleograf został pomyślany jako komercyjny projektor filmowy, który miał dawać na ekranie stabilny obraz bez drgań, przerw świetlnych oraz migotań. Aby to osiągnąć w swoim wynalazku konstruktor zastosował podwójną taśmę filmową. Urządzenie miało także zdwojoną konstrukcję projektora posiadając dwa obiektywy oraz dwa napędy taśmy. Emitowało ono zdublowany materiał filmowy puszczony równolegle z lekkim opóźnieniem. Zadaniem drugiego, opóźnionego filmu było wypełnienie przerw świetlnych powstających po przejściu filmu pierwszego. Projektor znacznie zniwelował migotanie obrazu zapewniając większy komfort widzom niż aparat Edisona, jednak nie zdołał wyeliminować drgań całkowicie. Udało się to dopiero osiągnąć Prószyńskiemu w 1902 roku dzięki następnemu wynalazkowi obturatorowi.

## Rekonstrukcja
W 2017 roku biopleograf został zrekonstruowany przez Narodowe Centrum Kultury Filmowej, które działa w ramach EC1 Łódź – Miasto Kultury. 
Do pracy przy budowie urządzenia, będącego – tak jak kinematograf – jednocześnie kamerą i projektorem, został zaproszony Janusz Król, scenograf i specjalista od efektów specjalnych. Na podstawie skąpych zapisków samego Prószyńskiego oraz dwóch zachowanych zdjęć powstało całkowicie sprawne urządzenie służące do rejestracji i projekcji ruchomych obrazów. Całość prac została przeprowadzona przy pomocy technik i materiałów dostępnych pod koniec XIX wieku, tak aby zachować jak największą autentyczność rekonstrukcji.
W końcu 2018 roku przy pomocy zrekonstruowanego biopleografu został odtworzony Powrót birbanta, uważany za pierwszy polski film fabularny. Eksponat – w pełni sprawne i działające urządzenie – będzie częścią ekspozycji Narodowego Centrum Kultury Filmowej.